# Jana Šemjakina
Jana Volodymyrivna Šemjakina, accreditata come Yana Shemyakina o Yana Shemiakina nelle competizioni internazionali (in ucraino Яна Володимирівна Шемякіна?; Leopoli, 5 gennaio 1986), è una schermitrice ucraina, specialista della spada.

## Palmarès
- Giochi olimpici

Londra 2012: oro nella spada individuale.
- Mondiali

Mosca 2015: bronzo nella spada a squadre.
- Europei

Zalaegerszeg 2005: oro nella spada individuale e bronzo nella spada a squadre.
Plovdiv 2009: bronzo nella spada individuale.
Adalia 2022: bronzo nella spada a squadre.